# Micoud
Micoud – miasto w Saint Lucia; 3400 mieszkańców (2006), trzecie co do wielkości miasto kraju. Jest stolicą dystryktu Micoud.